# Alter Berg (Hainich)
Der Alte Berg ist mit 493,9 m ü. NHN Meter die höchste Erhebung des Hainich und liegt im Wartburgkreis in Westthüringen (Deutschland).

## Lage
Der Alte Berg befindet sich im südlichen Hainich im nordöstlichsten Teil des Wartburgkreises, nahe der Kreisgrenze zum Unstrut-Hainich-Kreis, zwischen den Ortschaften Craula im Osten und Hütscheroda im Süden und Berka vor dem Hainich im Westen. Eisenach liegt ungefähr 10 Kilometer in südwestlicher Richtung und Bad Langensalza 13 Kilometer in östlicher Richtung.

## Natur
Der komplett bewaldete Berg (hauptsächlich Buchenmischwälder) ist zwar die höchste Erhebung des Hainich, die flache Bergkuppe ist aber kein Aussichtsberg. Entlang des Hainichkamms schließt sich nordwestlich die Große Laite (489,0 m) und im Südosten ein namenloser Berg (478,8 m), sowie der Renn (473,2 m) an. Über die Kuppe des Alten Berges verläuft der Wanderweg Rennstieg und der Pilgerweg Via Porta.
Der Berg liegt im Naturpark Eichsfeld-Hainich-Werratal und ist Teil folgender Schutzgebiete:
- FFH-Gebiet Hainich
- VSG Hainich

Im Westen grenzt der Alte Berg an den Nationalpark Hainich.